# Elitloppet 2009
Elitloppet 2009 var den 58:e upplagan av Elitloppet, som gick av stapeln söndagen den 31 maj 2009 på Solvalla i Stockholm. Finalen vanns av den svenska hästen Torvald Palema, körd och tränad av Åke Svanstedt. Detta var Svanstedts andra Elitloppsseger i karriären.
2009 års upplaga av Elitloppet gästades av flera ekipage från både USA och Frankrike, som på förhand såg ut att kunna utmana om segern. I startfältet fanns bland annat dubbla Prix d'Amérique-vinnaren Offshore Dream, samt amerikanska Buck I St Pat med kusken Tim Tetrick (som tyvärr galopperade i sitt kvalheat).

## Upplägg och genomförande
Elitloppet är ett inbjudningslopp och varje år bjuds 16 hästar som utmärkt sig in till Elitloppet. Hästarna lottas in i två kvalheat, och de fyra bästa i varje försök går vidare till finalen som sker 2–3 timmar senare samma dag. Ju bättre placering i kvalheatet, desto tidigare får hästens tränare välja startspår inför finalen. Samtliga tre lopp travas sedan 1965 över sprinterdistansen 1 609 meter (engelska milen) med autostart (bilstart). Förstapris i finalen är  3 miljoner kronor, och 250 000 kronor i respektive kvalheat.

## Kvalheat 1
| P | S | Häst            | Kusk                | Tränare           | Land      | Odds  | Tid    |
| - | - | --------------- | ------------------- | ----------------- | --------- | ----- | ------ |
| 1 | 5 | Sahara Dynamite | Björn Goop          | Timo Nurmos       | Sverige   | 5,57  | 1.09,8 |
| 2 | 1 | Triton Sund     | Örjan Kihlström     | Stefan Hultman    | Sverige   | 5,30  | 1.09,9 |
| 3 | 6 | Scarlets Aino   | Hans-Owe Sundberg   | Hans-Owe Sundberg | Sverige   | 16,00 | 1.10,0 |
| 4 | 4 | Offshore Dream  | Pierre Levesque     | Pierre Levesque   | Frankrike | 5,20  | 1.10,1 |
| 0 | 7 | Russel November | Hugo Langeweg Jr    | Hugo Langeweg Jr  | Tyskland  | 5,30  | 1.10,1 |
| 0 | 3 | Enough Talk     | Luc Ouellette       | Peter Kleinhans   | USA       | 3,90  | 1.11,8 |
| d | 2 | Ghibellino      | Roberto Andreghetti | Erik Bondo        | Italien   | 18,50 | 6ag    |
| d | 8 | Oiseau de Feux  | Christophe Martens  | Fabrice Souloy    | Frankrike | 7,30  | 8ag    |

## Kvalheat 2
| P | S | Häst            | Kusk               | Tränare           | Land       | Odds   | Tid      |
| - | - | --------------- | ------------------ | ----------------- | ---------- | ------ | -------- |
| 1 | 2 | Jaded           | Örjan Kihlström    | Stefan Hultman    | Sverige    | 3,82   | 1.09,5   |
| 2 | 6 | Torvald Palema  | Åke Svanstedt      | Åke Svanstedt     | Sverige    | 5,80   | 1.09,8   |
| 3 | 3 | Nimrod Borealis | Matthieu Abrivard  | Matthieu Abrivard | Frankrike  | 5,90   | 1.10,0ag |
| 4 | 7 | Igor Font       | Jean-Michel Bazire | Fabrice Souloy    | Frankrike  | 7,30   | 1.10,0ag |
| 0 | 5 | Commander Crowe | Peter Ingves       | Petri Puro        | Sverige    | 10,50  | 1.10,1   |
| 0 | 8 | Sundons Gift    | Chris Lang         | Chris Lang        | Australien | 105,70 | 1.10,7   |
| 0 | 1 | Buck I St Pat   | Tim Tetrick        | Ron Burke         | USA        | 1,90   | 1.12,7ag |
| d | 4 | Lisa America    | Andrea Guzzinati   | Jerry Riordan     | Italien    | 23,30  | 8ag      |

## Finalheat
| P | S | Häst            | Kusk               | Tränare           | Land      | Odds  | Tid      |
| - | - | --------------- | ------------------ | ----------------- | --------- | ----- | -------- |
| 1 | 4 | Torvald Palema  | Åke Svanstedt      | Åke Svanstedt     | Sverige   | 4,86  | 1.10,4   |
| 2 | 1 | Jaded           | Örjan Kihlström    | Stefan Hultman    | Sverige   | 6,10  | 1.10,5   |
| 3 | 7 | Offshore Dream  | Pierre Levesque    | Pierre Levesque   | Frankrike | 8,60  | 1.10,5   |
| 4 | 5 | Nimrod Borealis | Matthieu Abrivard  | Matthieu Abrivard | Frankrike | 3,70  | 1.10,6ag |
| 5 | 3 | Triton Sund     | Jörgen Sjunnesson  | Stefan Hultman    | Sverige   | 5,30  | 1.10,6   |
| 0 | 8 | Igor Font       | Jean-Michel Bazire | Fabrice Souloy    | Frankrike | 9,80  | 1.10,7   |
| 0 | 6 | Scarlets Aino   | Hans-Owe Sundberg  | Hans-Owe Sundberg | Sverige   | 46,10 | 1.11,2   |
| 0 | 2 | Sahara Dynamite | Björn Goop         | Timo Nurmos       | Sverige   | 5,30  | 1.11,5   |